# جیمز هارپر (بازیکن فوتبال)
جیمز هارپر (انگلیسی: James Harper؛ زادهٔ ۹ نوامبر ۱۹۸۰) یک بازیکن فوتبال اهل بریتانیا است.